# Besnyői-patak
A Besnyői-patak Pest vármegyében, a Gödöllői-dombságban ered, a Gödöllő keleti részén elhelyezkedő Királytelepen, mintegy 190 méteres tengerszint feletti magasságban. A patak Máriabesnyőt követően északkeleti irányban folyik, majd Bag előtt éri el Domonyvölgynél az Egres-patakot.

## Part menti település
- Gödöllő